# Росс, Трой
Трой Росс (англ. Troy Ross; род. 17 июля 1975) — Джорджтаун, Гайана). Канадский боксёр-профессионал, гайанского происхождения, выступавший в первой тяжёлой весовой категории (англ. Cruiserweight (200 lb, 90.9 кг)).

## Любительская карьера
Трой Росс с 1995 года представлял Канаду на международной арене. Участвовал в чемпионате мира 1995 года. Участвовал на Олимпийских играх 1996 года, где дошёл до четвертьфинала и проиграл будущему чемпиону Василию Жирову. В 1997 году принял участие на чемпионате мира. В 1998 году принял участие на Играх содружества и дошёл до четвертьфинала. В 1999 году принял участие на Панамериканских играх, а в 2000 снова попытал счастье на Олимпийских играх, где проиграл в первом туре.

## Профессиональная карьера
На профессиональном ринге Трой Росс дебютировал в апреле 2001 года в полутяжёлой весовой категории, но так же чередовал поединки выступая в первом тяжёлом весе.
5 марта 2005 года Трой Росс проиграл Вилли Херрингу раздельным решением судей в восьмираундовом поединке.
В мае 2007 года Росс нокаутировал во втором раунде опытного Тони Бута.
В 2009 году Трой Росс победил на телешоу телеканала ESPN, Претендент (The Contender 4).
5 июня 2010 года Трой Росс вышел на бой за вакантный титул чемпиона мира по версии IBF с американцем Стивом Каннингемом. Каннингем победил нокаутом в пятом раунде и нанёс Россу первое досрочное поражение.
Выиграв два рейтинговых поединка Росс снова занял первую строчку рейтинга IBF, и вышел на чемпионский поединок с немцем кубинского происхождения, Йоаном Пабло Эрнандесом. Эрнандес считался неоспоримым фаворитом, но Росс дал чемпиону самый тяжёлый поединок в его карьере. Канадец трижды отправлял Эрнандеса на настил ринга, но победу всё же близким решением присудили кубинцу.